# Onela
Onela, proto-norreno *Anula (diminutivo con suffisso -l di un nome che iniziava con *Anu- o direttamente dell'appellativo *anuz, "antenato") (Gamla Uppsala, VI secolo – Uppland, VI secolo), è stato un re semi-leggendario sueone  della casata dei Yngling/Scylfing, di Uppsala.
La sua figura probabilmente coincide con Áli (la forma norrena di Onela, nome reso anche con Ole, Åle o Ale) che aveva l'appellativo hinn Upplenzki ("da Uppland"), citato nella Saga degli Ynglingar e nello Ynglingatal.
Era il figlio di Ongenþeow e il fratello di Ohthere; usurpò il trono dello Svealand, ma fu ucciso da suo nipote Eadgils, che vinse grazie all'aiuto estero.

## IlBeowulf
Nel poema epico anglosassone Beowulf, Onela gioca un ruolo importante nelle guerre tra Sueoni e Geati. Onela e suo fratello Ohthere erano figli del re svedese Ongenþeow. Quando il re dei Geati Hreðel morì, Onela e Ohthere videro l'opportunità di saccheggiare Götaland dando inizio alle guerre tra Sueoni e Geati:
(Beowulf, versi 2472-2478)
La guerra finì con la morte di Ongenþeow.
È implicito nel poema che Onela divenne re alla fine, poiché i due figli di Ohthere, Eanmund e Eadgils, dovettero cercare rifugio presso Heardred, il successore di Hygelac come re dei Geati. Questo causò l'attacco da parte di Onela contro i Geati. Durante la battaglia, Eanmund fu ucciso dal campione di Onela, Weohstan, e anche Heardred fu ucciso, dopodiché Onela tornò a casa.
Eadgils tuttavia sopravvisse e più tardi Beowulf lo aiutò a vendicare Eanmund uccidendo Onela.
Da un'ipotesi riguardo a un'omissione nel verso 62 del poema, alcuni editori hanno supposto che Onela fosse cognato del re dei Danesi Halfdan.

## Saghe norrene
Il contrasto tra Eadgils e Onela compare anche nella tradizione scandinava. Nelle saghe norrene, che sono basate soprattutto sulla versione norvegese delle leggende scandinave, Onela compare come Áli di Uppland, ma è detto essere norvegese. Questo è generalmente considerato frutto di una più tarda confusione tra l'Uppland svedese, la provincia centrale degli Svedesi, e l'Oppland norvegese. Al tempo in cui l'Ynglingatal fu usata da Snorri Sturluson come fonte, sembra che non vi fosse alcuna leggenda in cui Áli e Eadgils erano imparentati.
La fonte scandinava più antica in cui compare Onela è il poema scaldico del IX secolo Ynglingatal; qui Eadgils (Aðils) è chiamato "nemico di Onela" (Ála dólgr). Ála è il caso genitivo di Áli, il nome norreno di Onela.
(Ynglingatal, strofa 19.)
Nello Skáldskaparmál scritto da Snorri Sturluson e nel riassunto latino di Arngrímur Jónsson della Saga degli Skjöldungar, la battaglia a cui si accenna nel Beowulf è trattata più ampiamente.
Snorri prima cita il Kálfsvísa, ma solo brevi frammenti:
(Skáldskaparmál, Kálfsvísa.)
Snorri poi narra che Aðils era in guerra con un re norvegese chiamato Áli, e che combatterono nella Battaglia sul Ghiaccio del Lago Vänern. Aðils era sposato con Yrsa, la madre di Hrólfr (Hroðulf), perciò spedì un'ambasceria a Hrólfr chiedendogli aiuto contro Áli. In premio avrebbe ricevuto tre magnifici doni. Hrólfr era impegnato in una guerra con i Sassoni e non poteva venire di persona, ma mandò i suoi dodici berserkr, incluso Böðvarr Bjarki. Áli morì in guerra, e Aðils prese l'elmo di Áli, il Cinghiale-da-battaglia, e il suo cavallo, Raven. I berserkr chiesero tre libbre di oro a testa come pagamento, e domandarono di poter scegliere loro i doni che Aðils aveva promesso a Hrólfr: i due pezzi d'armatura che niente poteva trapassare, cioè l'elmo cinghiale-da-battaglia e la cotta di maglia Eredità di Finn, e il famoso anello Svíagris. Aðils ritenne la paga oltraggiosa e rifiutò.
Nella Saga degli Ynglingar, Snorri riporta che il re Eadgils combatté aspre battaglie con il re norvegese chiamato Áli hinn upplenzki. Combatterono sul ghiaccio del lago Vänern, dove Áli cadde e Adils vinse. Snorri segnala che si parla molto di quest'evento nella Saga degli Skjöldungar, e che Adils prese Hrafn (Raven), il cavallo di Áli.
La Saga degli Skjöldungar è perduta, ma nel XVI secolo Arngrímur Jónsson salvò una piccola informazione della saga nel suo riassunto in latino. Scrisse: "C'era contrasto tra re Adils di Svezia e re Áli di Uppland in Norvegia. Essi decisero di combattere sul ghiaccio del Lago Vänern. Adils vinse e prese il suo elmo, la sua cotta di maglia e il suo cavallo."